# 科勒河畔圣让
科勒河畔圣让（法語：Saint-Jean-de-Côle，法語發音：[sɛ̃ ʒɑ̃ də kol]），或纯音译作圣让德科勒，是法国多尔多涅省的一个市镇，位于该省北部，属于农特龙区。

## 地理
科勒河畔圣让（45°25'15"N, 0°50'18"E）面积12.7 平方千米，位于法国新阿基坦大区多爾多涅省，该省份为法国西南部内陆省份，是法國本土面积第三大的省，大致对应佩里戈尔地区，北起顺时针与夏朗德省、上维埃纳省、科雷兹省、洛特省、洛特-加龙省、吉倫特省和滨海夏朗德省接壤。
与科勒河畔圣让接壤的市镇（或旧市镇、城区）包括：圣马丹德弗雷桑雅、维拉尔、圣罗曼和圣克莱芒、沃纳克、科勒河畔圣皮埃尔、蒂维耶。

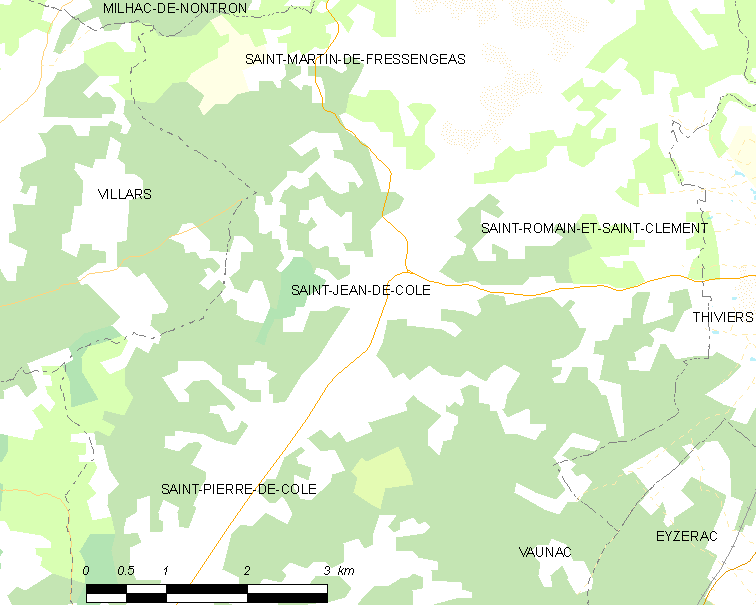
科勒河畔圣让的OSM定位图

科勒河畔圣让的时区为UTC+01:00、UTC+02:00（夏令时）。

## 行政
科勒河畔圣让的邮政编码为24800，INSEE市镇编码为24425。

## 政治
科勒河畔圣让所属的省级选区为蒂维耶县。

## 人口

1962-2008年间科勒河畔圣让人口变化图示

科勒河畔圣让于2022年1月1日时的人口数量为365人。